# Irfan Fandi
Irfan bin Fandi Ahmad, abrégé Irfan Fandi, né le 13 août 1997 à Singapour, est un footballeur international singapourien. Il évolue au poste d'attaquant à Thai Port.

## Carrière

### En équipes de jeunes
Après des essais dans plusieurs clubs européens comme l'AC Milan, Valence, Arsenal, Chelsea ou encore le Reading FC, Irfan Fandi rejoint en 2013 les équipes de jeunes du club d'Hércules Alicante pour trois mois avec une option de trois ans supplémentaires. Il quitte le club en septembre et est alors approché par des clubs chiliens. Fandi rejoint le club de l'AC Barnechea pour deux ans à partir de la saison 2014. Il est à ce moement nommé parmi les joueurs les plus prometteurs d'Asie du Sud-Est.
Après avoir finalement rejoint l'Universidad Católica, son club demande l'autorisation à la FIFA de lui offrir un contrat professionnel et de l'intégrer à l'équipe première. Il devient sponsorisé par une banque malaisienne, CIMB, en juillet 2014 pour lui financer son séjour au Chili. Il est nommé en octobre de la même année parmi les quarante meilleurs jeunes joueurs du monde.

### En seniors
Il signe en faveur des Young Lions en mars 2015 pour trois mois,. En passe de signer un contrat professionnel, Fandi choisit de revenir à Singapour pour effectuer son service militaire. Il exprime tout de même envie de revenir au Chili ensuite. Son retour au pays a également pour objectif la préparation des Jeux d'Asie du Sud-Est de 2015. Dès l'annonce de la signature de son contrat, il est titularisé en championnat au poste de défenseur central pour pallier les blessures de ses coéquipiers.
Irfan Fandi signe en janvier 2016 en faveur du club du Home United pour une année. Il est cependant absent une partie de la saison en raison de son service militaire.

### En équipe nationale
Fandi est sélectionné en équipe de Singapour olympique pour la première fois en juillet 2014 pour un stage d'entraînement à Salzbourg, en Autriche. Il joue son premier match et marque son premier but avec cette équipe en février 2015. Fandi est ensuite sélectionné par Aide Iskandar pour les Jeux d'Asie du Sud-Est de 2015 qui se déroulent en juin 2015.
Il est appelé pour la première fois en équipe de Singapour en octobre 2016 pour deux matchs amicaux et honore sa première sélection le 11 octobre 2016 contre Hong Kong.

## Statistiques
| Saison                | Club                  | Championnat           | Championnat | Championnat | Coupe nationale | Coupe nationale | Coupe de la Ligue | Coupe de la Ligue | Singapour | Singapour | Total | Total |
| Saison                | Club                  | Division              | M.          | B.          | M.              | B.              | M.                | B.                | M.        | B.        | M.    | B.    |
| 2015                  | Young Lions           | S.League              | 9           | 2           | 0               | 0               | 0                 | 0                 | -         | -         | 9     | 2     |
| 2016                  | Home United           | S.League              | 8           | 2           | 0               | 0               | 0                 | 0                 | 1         | 0         | 9     | 2     |
| Total sur la carrière | Total sur la carrière | Total sur la carrière | 17          | 4           | 0               | 0               | 0                 | 0                 | 1         | 0         | 18    | 4     |

## Vie privée
Il est le fils de Fandi Ahmad, meilleur buteur de l'histoire de l'équipe de Singapour.